# Unterwerk Romanel

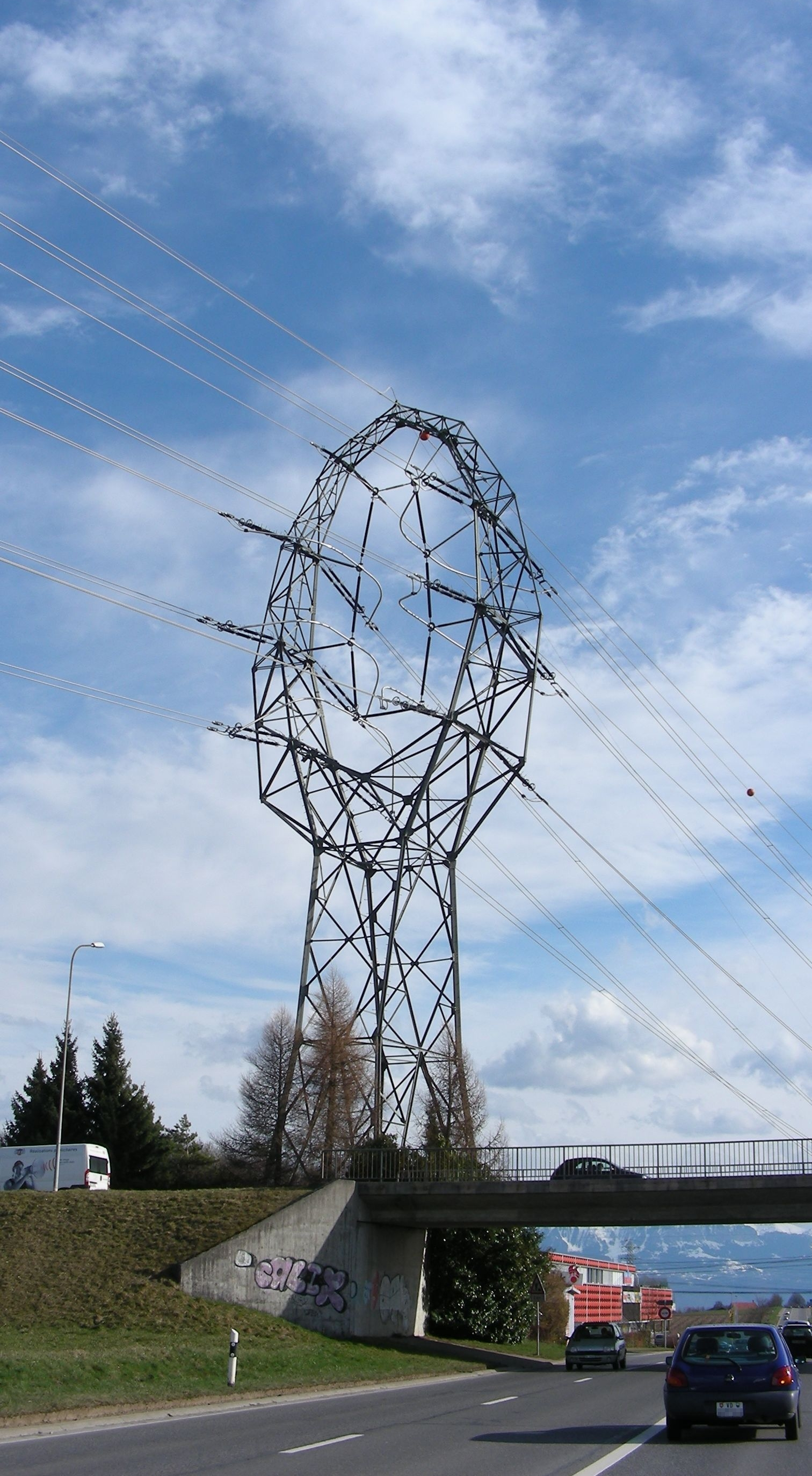
Freileitungsmast von 1990 der 380-kV- und 132-kV-Leitungen Romanel-Mathod neben der Route d’Yverdon in Romanel-sur-Lausanne

Das Unterwerk Romanel (französisch Poste électrique de Romanel oder poste de couplage et de transformation électrique de Romanel-sur-Lausanne) ist eine Schaltanlage im Hochspannungsnetz der Westschweizer Stromversorgung. Sie bildet ein zentrales Element im System des Energieaustauschs im Genferseegebiet und enthält Einrichtungen für das nationale Hoch- und Höchstspannungsnetz sowie für das regionale Mittelspannungsnetz von Lausanne und auch für die Bahnstromversorgung. Zehn Hochspannungs-Freileitungen mit mehr als einem Dutzend Systemgruppen führen aus allen Himmelsrichtungen zu den Schalthäusern bei Romanel.

## Geschichte
Das 1896 gegründete Elektrizitätswerk von Lausanne bezog seit 1902 den Strom aus dem eigenen Kraftwerk Bois-Noir bei Saint-Maurice über eine direkte Hochspannungsleitung.
Das Umspannwerk bei der Ortschaft Romanel-sur-Lausanne nördlich von Lausanne ist eine der frühesten Anlagen dieser Art in der Schweiz. Es entstand in den 1920er Jahren im Gebiet Marais de Romanel neben dem Bach Petit Flon mit dem Zweck, die Stromversorger der Städte Lausanne und Genf und im Vallée de Joux im Schweizer Jura an das Hochspannungsnetz der im Jahr 1919 von sechs regionalen Energieunternehmen gegründeten Stromübertragungsfirma Energie Ouest-Suisse anzuschliessen. 1920 wurde die erste Hochspannungsleitung vom städtischen Umspannwerk Pierre-de-Plan in Lausanne über das Gebiet von Romanel-sur-Lausanne nach Genf gebaut. Nach dem Bau weiterer Wasserkraftwerke im Wallis baute Energie Ouest-Suisse bis 1925 Übertragungsleitungen von Fully und vom Unterwerk Vorziers beim Kraftwerk Martigny-Bourg zur Schaltanlage des Kraftwerks Vernayaz der SBB. Von dort aus konnte sie eigene Leiterseile auf die Leitungsmaste der SBB-Leitung von Vernayaz zum Bahnstrom-Unterwerk bei Bussigny legen. Das Trassee dieser SBB-Leitung, die für die Elektrifizierung der Bahnstrecken Lausanne–Yverdon und Lausanne–Genf diente, passiert das Gelände des Unterwerks Romanel, wo die Leitung aus dem Wallis an die Leitung Lausanne-Genf angeschlossen wurde.
1927 bauten die SBB und Energie Ouest-Suisse eine neue 130-kV-Leitung von Vernayaz nach Romanel. Die Kraftwerke der Gesellschaft Compagnie vaudoise des Forces motrices des lacs de Joux et de l’Orbe bei Vallorbe und Montcherand wurden von Montcherand aus ebenfalls an die Schaltanlage in Romanel angeschlossen. Und von Romanel und dem Kraftwerk Chèvres bei Genf aus baute Energie Ouest-Suisse eine Hochspannungsleitung bis zur schweizerisch-französischen Grenze, um Strom in den Raum Lyon exportieren zu können. Von 1933 bis 1934 errichtete Energie Ouest-Suisse neue Hochspannungsleitungen aus dem Wallis nach Romanel, um die Energie der neuen grossen Kraftwerke Dixence und Chandoline an den Genfersee zu leiten. 1937 wurden die Hochspannungsnetze der Westschweiz und der Deutschschweiz im neuen Unterwerk bei Galmiz zusammengeschlossen. Romanel war über das Unterwerk bei Saint-Triphon in der Gemeinde Ollon im Chablais mit Galmiz verbunden.
Im Jahr 1950 löste das neue Kraftwerk Lavey der Services industriels de Lausanne bei Saint-Maurice das ältere Kraftwerk Bois-Noir ab. Das Kraftwerk Lavey ist wiederum über eine 125-kV-Leitung mit der Region Lausanne verbunden.
Nach und nach entstand im Gelände des Unterwerks von Romanel ein ausgedehntes Feld von Freiluftschaltanlagen. Das System bestand aus zwei Teilen: Im nördlichen Bereich lagen die in den 1960er Jahren errichteten Schaltanlagen für Hochspannung 220 kV und im südlichen Teil die Station des städtischen Versorgungsunternehmens von Lausanne Services industriels Lausanne. Seit dem Ende des 20. Jahrhunderts entwickelten sich die Hochspannungsleitungen Galmiz–Yverdon–Romanel–Verbois und Chamoson-Romanel zu Hauptadern des Westschweizer Stromnetzes.
Auf den 1. Januar 2009 übergaben die bisherigen Betreiber der Hochspannungsanlagen des Unterwerks Romanel ihren Anteil der neu gegründeten nationalen Betreiberin des Höchstspannungsnetzes Swissgrid, während die Mittelspannungsanlagen im Besitz der Services industriels Lausanne blieben. Im Zuge der neuen Energiestrategie 2050 der Schweiz modernisierten und verstärkten die beteiligten Partner Swissgrid, Romande Energie, Alpiq, SBB und SiL von 2011 bis 2019 die Anlagen im Unterwerk. Dabei sind zuerst die 220-kV-Freiluftschaltanlagen und danach die Schaltanlage für Mittelspannung abgebaut und durch neue Schaltanlagen in drei Gebäuden ersetzt worden. Die Leiterseile sind über neue Abspannportale mit den Schaltanlagen verbunden. Im ersten Schalthaus befinden sich ein Kuppeltransformator zwischen der 380 kV und 220 kV Netzebene und eine gasisolierte Schaltanlage für 380 kV, im zweiten die Schalteinrichtungen für 220 kV. Der 150 t schwere Kuppeltransformator gelangte im November 2016 mit einem Schwertransport an seinen Standort. Die Hochspannungsleitung vom Unterwerk Bois-Tollot des CERN nach Chamoson führte vorher unmittelbar am Unterwerk Romanel vorbei und ist bei diesem Umbauprojekt nun auch mit den Schaltanlagen verbunden worden.
2018 errichteten die Städtischen Werke Lausanne eine 125-kV-Schaltanlage mit einem Kuppeltransformator 220 kV/125 kV und zwei Transformatoren von 125 kV zum Mittelspannungsnetz. Beim Umbau des Komplexes berücksichtigte Swissgrid Anliegen des Umweltschutzes; so wurden die Gebäude mit begrünten Dächern versehen, und in einem nicht mehr für die Technik benötigten Teil des Areals entstand ein Feuchtbiotop.
Von 2019 bis 2020 bauten die Schweizerischen Bundesbahnen im südlichen Abschnitt des Unterwerkareals im dritten neuen Gebäude eine eigene gasisolierte Schaltanlage (GIS 132) für das Bahnstromnetz. Im Februar 2021 wurden die neuen Anlagen des Unterwerks in Betrieb genommen.
Der 1990 neben dem Unterwerk errichtete grosse Abspannmast für die Freileitung Romanel-Yverdon im neuen 400-kV-Netz wurde auf Wunsch der Gemeindebehörden von Romanel-sur-Lausanne mit einer kompakteren Silhouette als bei einem gewöhnlichen Tragmast gestaltet. Die Leiterseile führen durch die ovale Öffnung und sind nicht wie bei Tannenbaummasten an weiten Traversen aufgehängt. Die ungewöhnliche und auffällige Konstruktion steht neben der Schnellstrasse Route d’Yverdon, die am Unterwerk Romanel vorbeiführt. Sie erhielt in der Umgangssprache und bei den Technikern schon bald die Bezeichnung Raquette (deutsch: «Tennisschläger») und ist im Bild Raquette de Romanel-sur-Lausanne des Künstlers Steve Egger von 2018 wiedergegeben.

## Hoch- und Höchstspannungsleitungen
Das Unterwerk Romanel ist mit mehreren andern Unterwerken sowie den Schaltanlagen bei verschiedenen Kraftwerken verbunden. Die Systemgruppen der Stromleitungen führen über zahlreiche Freileitungen zu den Schaltanlagen von Romanel:
- Romanel–Chamoson–Chippis (mit der Hochspannungsleitung Chamoson-Chippis)
- Romanel–Saint-Triphon–Riddes
- Romanel–Crans–Foretaille (Genf)[14]
- Romanel–Verbois–Génissiat (Frankreich) (380 kV)
- Romanel–Veytaux
- Romanel-Mathod–Cornaux
- Romanel–Yverdon–Mühleberg
- Romanel–Lucens
- Romanel–Kerzers (SBB)
- Romanel-Vernayaz (SBB)
- Romanel-Bussigny (SBB)
- Romanel–Banlieue ouest EOS (SiL)
- Romanel–Pierre de Plan (SiL)
- Romanel-Bois Tollot (CERN)
- Romanel-Les Tuileries
- Romanel-Chavalon